# Batalha, Bồ Đào Nha
Batalha là một huyện thuộc tỉnh Leiria, Bồ Đào Nha. Huyện này có diện tích 103 km², dân số thời điểm năm 2001 là 15002 người.